# Ich heirate eine Familie
Ich heirate eine Familie ist eine Fernsehserie des ZDF, die von 1983 bis 1986 entstand und jeweils am Jahresende ausgestrahlt wurde. Produziert wurden 14 Episoden, darunter drei Langfolgen. Inzwischen werden diese meist in zwei Teilen ausgestrahlt, so dass es sowohl eine 14- als auch eine 17-teilige Fassung der Serie gibt. Die Drehbücher schrieb Curth Flatow, Regie führte Peter Weck. Die Filmmusik komponierte Alain Goraguer.
Die Serie gilt als Kultserie der 1980er-Jahre und wird regelmäßig jedes Jahr zu Weihnachten auf dem Sender ZDFneo ausgestrahlt.

## Handlung
Die geschiedene Angelika „Angi“ Graf lebt mit ihren drei Kindern Tanja, Markus und Tom in West-Berlin und ist Miteigentümerin einer Boutique für Kindermoden. Über ihre Freunde Sybille „Bille“ und Alfons Vonhoff lernt sie bei einer von Bille extra dafür organisierten Party den aus Wien stammenden Werbegrafiker Werner Schumann kennen. Zunächst verschweigt sie ihm die Existenz ihrer Kinder, aber nachdem die Bindung zwischen beiden immer enger wird, erzählt sie ihm von ihren Kindern. Werner, der sich längst in Angi verliebt hat, entschließt sich, sie zu heiraten und sie und ihre Kinder zu sich in sein Haus zu holen. Schnell freunden die neuen Familienmitglieder sich auch mit Werners Assistentin Doris und seinem langjährigen Freund und Auftraggeber Wolfgang an. Auch Werners Hund Lulu erobert die Herzen von Angi und ihren Kindern im Sturm und nach anfänglicher Skepsis gewöhnt sich auch Werners Haushälterin Frau Rabe an die neuen Familienmitglieder.
Im Laufe der Serie durchlebt die Familie eine Reihe familientypischer Abenteuer. Unter anderem bekommen Angi und Werner noch ein Baby namens Franziska und die Familie zieht in ein größeres Haus; Tanja erlebt ihren ersten Liebeskummer; Tom muss den Tod seines Meerschweinchens Bommel verkraften; nach der Heirat von Werners Mitarbeiterin Doris bekommt er eine neue Mitarbeiterin namens Martina, die sich in den „ewigen Junggesellen“ Wolfgang verliebt und ihn schließlich heiratet etc.

## Besetzung

### Hauptdarsteller
| Schauspieler                                                    | Rollenname                      | Bemerkungen                                                                                  |
| --------------------------------------------------------------- | ------------------------------- | -------------------------------------------------------------------------------------------- |
| Peter Weck                                                      | Werner Schumann                 | Ehemann von Angelika, Vater von Franziska, Stiefvater von Tanja, Markus und Tom              |
| Thekla Carola Wied                                              | Angelika „Angi“ Graf / Schumann | Ehefrau von Werner, Ex-Ehefrau von Bernhard, Mutter von Tanja, Markus, Tom und Franziska     |
| Julia Biedermann                                                | Tanja Graf                      | Tochter von Angelika und Bernhard, Schwester von Markus und Tom, Halbschwester von Franziska |
| Timmo Niesner                                                   | Markus Graf                     | Sohn von Angelika und Bernhard, Bruder von Tanja und Tom, Halbbruder von Franziska           |
| Tarek Helmy                                                     | Tom Graf                        | Sohn von Angelika und Bernhard, Bruder von Markus und Tanja, Halbbruder von Franziska        |
| als Säugling: Patrick (Pat) Poddig als Kleinkind: Frauke Tholen | Franziska Schumann              | Tochter von Angelika und Werner, Halbschwester von Tanja, Markus und Tom                     |
| Maria Sebaldt                                                   | Sybille „Bille“ Vonhoff         | Ehefrau von Alfons, Freundin von Angelika und Werner                                         |
| Herbert Bötticher                                               | Alfons Vonhoff                  | Ehemann von Sybille, Freund von Werner, Angelika und Wolfgang                                |
| Herbert Herrmann                                                | Wolfgang Frank                  | Freund und Auftraggeber von Werner, später auch Ehemann von Martina                          |
| Bruni Löbel                                                     | Frau Rabe / Poppe               | erste Haushälterin der Schumanns                                                             |

### Nebendarsteller
| Schauspieler       | Rollenname              | Bemerkungen                                                |
| ------------------ | ----------------------- | ---------------------------------------------------------- |
| Gabi Heinecke      | Doris Niemayer / Wagner | Mitarbeiterin von Werner                                   |
| Ute Christensen    | Martina Hambach / Frank | Mitarbeiterin von Werner, später auch Ehefrau von Wolfgang |
| Heinz Baumann      | Bernhard „Bernie“ Graf  | Ex-Ehemann von Angelika, Vater von Tanja, Markus und Tom   |
| Hans Holt          | Rudolf                  | Onkel von Werner                                           |
| Helli Servi        | Josefa                  | Haushälterin von Rudolf                                    |
| Lotte Ledl         | Traudl                  | Onkel Rudolfs neue Ehefrau                                 |
| Christine Biniasch | Frau Hoffmann           | zweite Haushälterin der Schumanns                          |
| Daniel Jacob       | Ben                     | Freund von Tanja                                           |
| Felix Martin       | Duffy                   | Freund von Tanja                                           |
| Peer Augustinski   | Lucky Felden            | Modeunternehmer                                            |

## Entstehung

### Konzeption
Im Zentrum der Serie steht die Idealisierung des „Familienglücks“, wenn auch das einer Patchwork-Familie. So betont Werner in fast jeder Folge, dass ihm nach vielen Jahren kurzer Affären nichts Besseres habe passieren können, als eine Familie zu heiraten. Bille und Alfons, die kinderlos und jeweils auf den eigenen Vorteil bedacht sind (sie auf das Geld ihres Ehemanns, er auf Seitensprünge mit jungen Frauen), dienen als Kontrastfolie – und werden als häufig zerstritten und unzufrieden gezeichnet.
Flatow verarbeitete in seinem Drehbuch autobiographische Erlebnisse, da er selbst eine Frau mit mehreren Kindern geheiratet hatte.

### Schauplätze und Drehorte

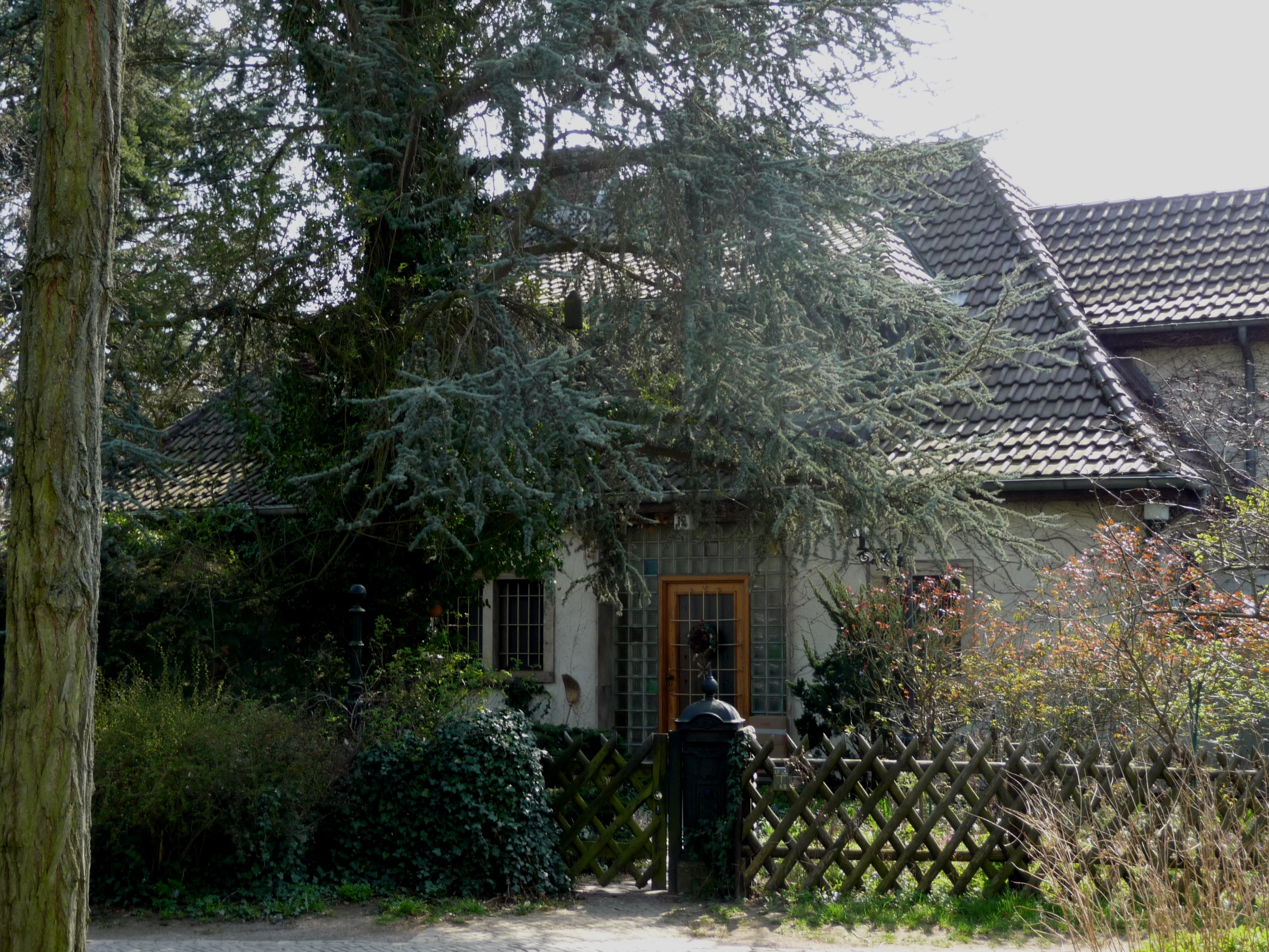
Das Haus Am Fichtenberg 12 in Berlin-Steglitz diente als zweites Wohnhaus der Familie Schumann.

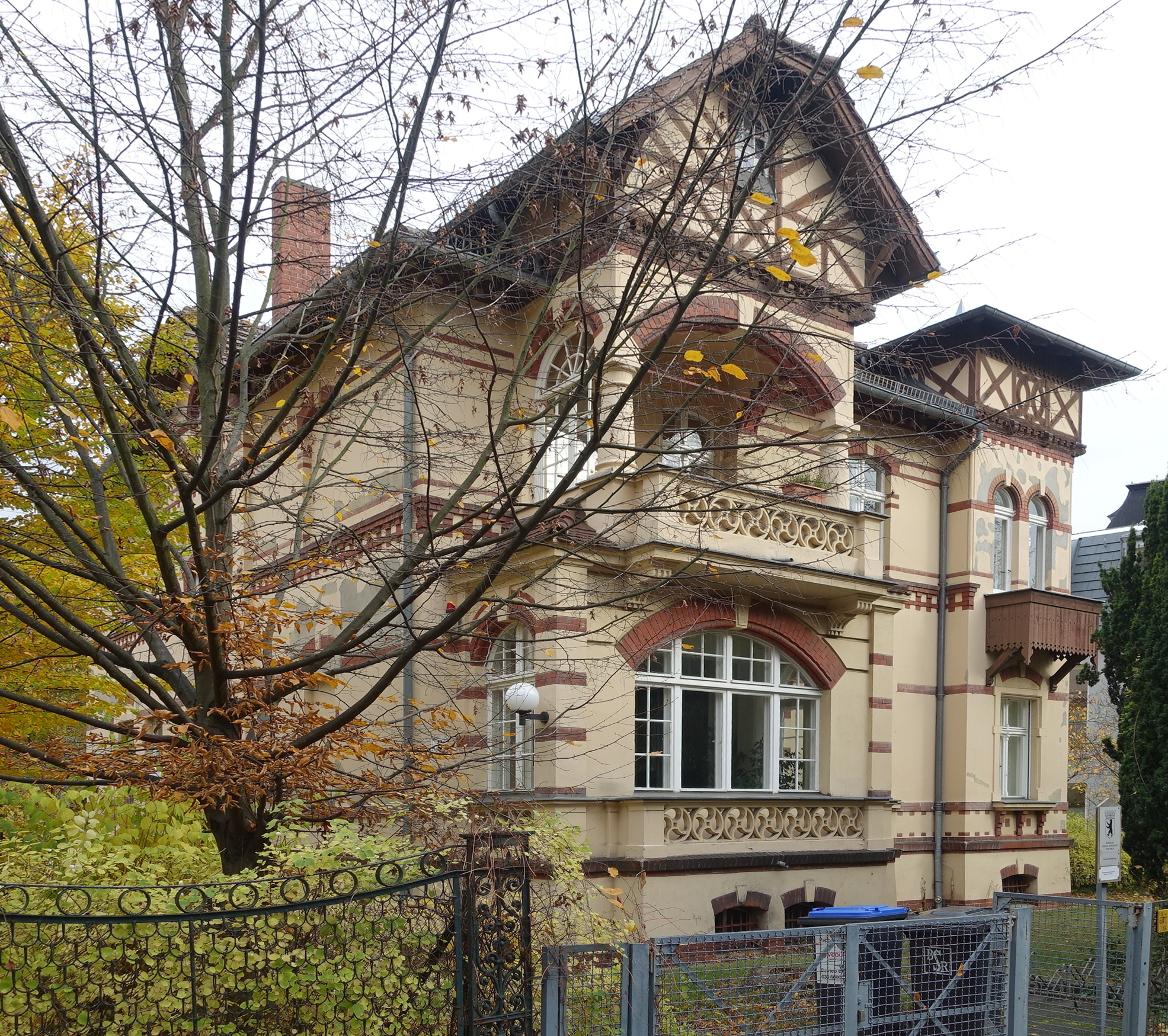
Im Haus Martin-Buber-Straße 2 in Berlin-Zehlendorf fand der Säuglingspflegekurs statt.

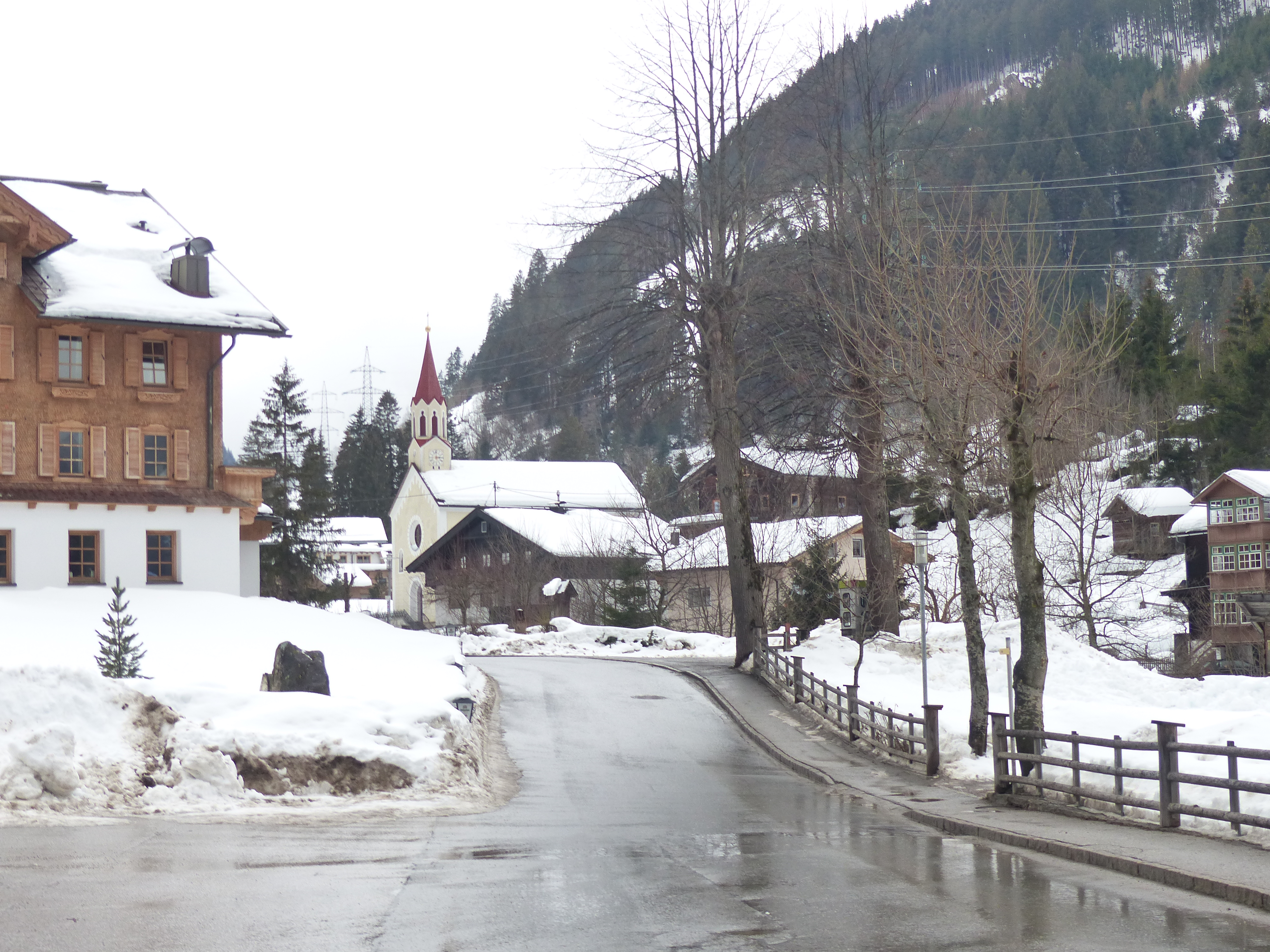
In der Nähe von Dornauberg-Ginzling in Tirol verlebten die Schumanns ihren Winterurlaub.

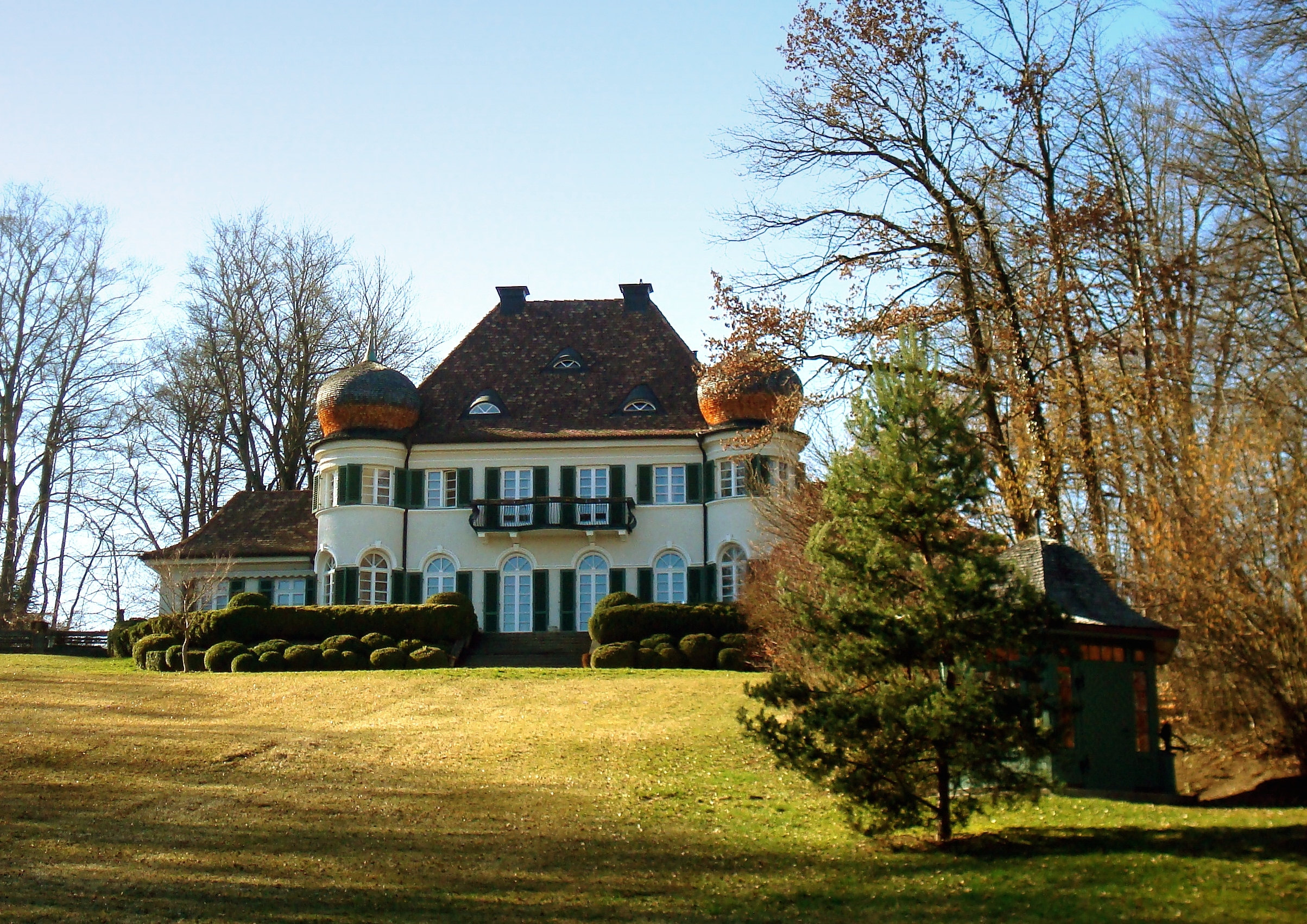
In der Villa Bäumler bzw. Heidinger in Pöcking empfing Lucky Felden seine Gäste.

Die Außenaufnahmen entstanden überwiegend im zentralen und südlichen Teil West-Berlins in den Bezirken Charlottenburg-Wilmersdorf, Steglitz-Zehlendorf und Tempelhof-Schöneberg, die zum Zeitpunkt der Dreharbeiten jeweils noch in einzelne Verwaltungsbezirke unterteilt waren. Die beiden Häuser der Schumanns befinden sich in der Hagenstraße 44 (Grunewald) und Am Fichtenberg (Steglitz). Im zweiten Haus entstanden bis zur vorletzten Staffel auch die Innenaufnahmen. Das Haus von Alfons und Bille Vonhoff in der Mozartstraße 3 (Lichtenrade) wurde auch in anderen Fernsehserien als Kulisse verwendet. Angi hatte ihre Boutique an der Karlsbader Straße (Schmargendorf), nicht weit entfernt vom Rathaus, wo Wolfgang und Martina Frank standesamtlich heirateten. Die Einkäufe beim Juwelier und Reisebüro (Episode 9) sowie der Schaufensterbummel nach dem Kinobesuch (Episode 12) wurden in der City West am Kurfürstendamm und in der Tauentzienstraße gedreht.
Zu den öffentlichen Plätzen und Gebäuden in Berlin, die als Schauplätze für weitere Szenen dienten, zählen unter anderem:
- der Flughafen Tegel (mehrere Episoden)
- die Deutsche Oper und ein japanisches Restaurant im Europa-Center (Episode 1: Opern- und Restaurantbesuch)
- die Diskothek Big Apple an der Bundesallee (Episode 1: Tanjas Diskobesuch, dort Black Sugar genannt)
- die Johann-Peter-Hebel-Grundschule, die Paula-Fürst-Schule und die Robert-Jungk-Oberschule (altes Gebäude) (Episoden 1 und 2: Markus’, Toms und Tanjas Schule)
- der Wirtschaftshof am Schloss Tegel (Episode 3: Tanjas Reitstall bei der Vorbereitung auf den Wettkampf)
- der Kontrollpunkt Dreilinden–Drewitz (Episode 4: Reise nach Wien)
- ein Caféhaus am Hagenplatz in Grunewald (Episoden 5 und 11: Pause nach den Hausbesichtigungen und nach Werners Joggen)
- ein Wohnhaus an der Martin-Buber-Straße in Zehlendorf (Episode 5: Werners Säuglingspflegekurs)
- das Krankenhaus Am Urban (Episode 5: Franziskas Geburt)
- der Bahnhof Wannsee (Episode 8: Werners Ankunft mit dem Nachtzug)
- der Stadtpark Steglitz (Episode 11: Markus’ und Toms Abrechnung der Einkäufe)
- das Quartier Latin (Episode 12: Duffys Rockkonzert)
- der Begonienplatz in Lichterfelde (Episode 14: Alfons’ Tante-Emma-Laden)
- die Serpentinenabfahrt an der Tullner Straße direkt an der Grenze von Niederösterreich zu Wien (Episode 4: Fahrt hinunter nach Wien)
- Onkel Rudolfs Villa mit Park befindet sich im Wiener Stadtteil Döbling in der Gersunygasse (Episode 4: Die Kinder sind unterwegs und Episode 9: Schumanns Winterreise).
- Die Außenaufnahmen der Wäscherei inkl. Wohnhaus von Traudl wurden in der Erndtgasse 7 in Wien im Stadtteil Währing gedreht (Episode 9: Schumanns Winterreise).

## Veröffentlichung

### Fernsehausstrahlung
Die etwa 90 Minuten dauernde Pilotfolge 1 + 1 = 5 wurde im ZDF erstmals am 3. November 1983 gesendet. Die drei weiteren Episoden der ersten Staffel folgten vom 5. bis zum 7. November 1983. Alle nachfolgenden Staffeln kamen zwischen 1984 und 1986 jeweils im Abstand von einem Jahr im Dezember heraus.
Für spätere Ausstrahlungen wurden die drei langen Episoden (Nummer 1, 5 und 9) in jeweils zwei ungefähr gleich lange Einzelepisoden aufgeteilt, so auch in der ZDFmediathek. Während Episode 1 und 9 bei der Aufteilung lediglich als 1 + 1 = 5, Teil 1 & 2 bzw. Schumanns Winterreise, Teil 1 & 2 bezeichnet werden, wurde bei Episode 5 jeweils der Untertitel erweitert. Der erste Teil der fünften Episode heißt Familienzuwachs: Wie sagen wir’s den Kindern?, der zweite Teil Familienzuwachs: Werner informiert sich …. Im Rahmen dieser Aufspaltung wurden mehrere kleine Szenen gekürzt bzw. entfernt.
Die Serie war außerordentlich beliebt. Die Einschaltquoten in Deutschland stiegen auf bis zu 46 Prozent. Die höchste jemals in Österreich erzielte TV-Reichweite ist die Folge vom 27. Dezember 1984 mit 4 Millionen Sehern. Diese Quoten sind mit der heutigen Durchschnittsreichweite des Teletest allerdings nur bedingt vergleichbar, da sie noch mittels Fernsehtagebuch-Verfahren (Kontinuierlicher Infratest) erhoben wurden.

#### Staffel 1
| Nr. (ges.) | Nr. (St.) | Originaltitel             | Erstausstrahlung D |
| ---------- | --------- | ------------------------- | ------------------ |
| 1          | 1         | 1 + 1 = 5                 | 3. Nov. 1983       |
| 2          | 2         | Der Alltag beginnt        | 5. Nov. 1983       |
| 3          | 3         | Kinderkrankheiten         | 6. Nov. 1983       |
| 4          | 4         | Die Kinder sind unterwegs | 7. Nov. 1983       |

#### Staffel 2
| Nr. (ges.) | Nr. (St.) | Originaltitel             | Erstausstrahlung D |
| ---------- | --------- | ------------------------- | ------------------ |
| 5          | 1         | Familienzuwachs           | 4. Dez. 1984       |
| 6          | 2         | Der blaue Brief           | 5. Dez. 1984       |
| 7          | 3         | Der Freund                | 8. Dez. 1984       |
| 8          | 4         | Der fünfzigste Geburtstag | 9. Dez. 1984       |

#### Staffel 3 (Special)
| Nr. (ges.) | Nr. (St.) | Originaltitel         | Erstausstrahlung D |
| ---------- | --------- | --------------------- | ------------------ |
| 9          | 1         | Schumanns Winterreise | 19. Dez. 1985      |

#### Staffel 4
| Nr. (ges.) | Nr. (St.) | Originaltitel              | Erstausstrahlung D |
| ---------- | --------- | -------------------------- | ------------------ |
| 10         | 1         | Überraschungen             | 4. Dez. 1986       |
| 11         | 2         | Heimlichkeiten             | 7. Dez. 1986       |
| 12         | 3         | Krach im Haus              | 13. Dez. 1986      |
| 13         | 4         | Neuigkeiten                | 21. Dez. 1986      |
| 14         | 5         | Angi muss sich entscheiden | 27. Dez. 1986      |

### DVD
Die Serie erschien zuerst am 13. Oktober 2003 auf sieben Einzel-DVDs mit je zwei Episoden.
Am 2. November 2004 wurde ein Boxset mit der kompletten Serie veröffentlicht (sieben DVDs + eine DVD mit Bonusmaterial, unter anderem Auftritte der Darsteller bei Wetten, dass..? am 10. Dezember 1983).
Am 11. November 2011 erschien eine Fanbox mit neun DVDs (sieben DVDs + zwei DVDs mit bisher unveröffentlichtem Bonusmaterial), Soundtrack-CD, sowie einem exklusiv aufgelegten Roman zur Serie + Dekomagnet.
Am 25. September 2015 wurde eine weitere Box mit vier DVDs (DVD 1 und 2 mit je drei Folgen, DVD 3 und 4 mit je vier Folgen) bei MORE Home Entertainment herausgegeben.

## Trivia
- Die Rolle des Werner Schumann sollte ursprünglich Harald Juhnke spielen und Peter Weck sollte lediglich Regie führen. Doch die Alkoholprobleme Juhnkes verhinderten sein Engagement. So übernahm Peter Weck diese Rolle selbst.[1]

## Auszeichnungen
- 1983: Goldene Kamera für Curth Flatow als Bester Autor
- 1984: Goldene Kamera für Peter Weck als Bester Regisseur
- 1984: Bambi für Peter Weck und Thekla Carola Wied als Beliebtestes Schauspielpaar in einer großen Familienserie
- 1985: Goldene Kamera für Peter Weck und Thekla Carola Wied als Beliebtestes Serienpaar
- 1988: Telestar für Peter Weck als Bester Regisseur einer Serie
- 1990: Mini-Bambi für Peter Weck und Thekla Carola Wied
- 1990: Romy für Peter Weck als Beliebtester Serienstar